# Gudō Wafu Nishijima
Nishijima Kazuo meglio conosciuto con il nome monastico di Gudô Wafu Nishijima (西嶋愚道和夫, Nishijima Gudô Wafu) o Gudo Nishijima (Yokohama, 29 novembre 1919 – Tokyo, 28 gennaio 2014) è stato un monaco buddhista e maestro zen giapponese.

## Biografia
Giovanissimo, scopre nella pratica sportiva il suo primo scorcio dell'importanza dell'equilibrio interiore. A 16 anni, scopre lo Shōbōgenzō di Dogen, e si stupisce di non poter capire un libro pur sempre scritto in giapponese. Nell'ottobre 1940, all'età di 21 anni, partecipa a un primo ritiro nel tempio Daichûji sotto la direzione del maestro zen Sawaki Kōdō (1888-1965), il cui insegnamento seguirà fino alla morte di quell'ultimo nel 1965.
Poco dopo la fine della Seconda guerra mondiale, Nishijima si laurea in legge all'Università di Tokyo e comincia una carriera nelle finanza. Deceduto il Sawaki, Nishijima decide, secondo la tradizione zen, di trovarsi un maestro che gli conferisse l'ordinazione. Sceglie un suo anziano condiscepolo del liceo di Shizuoka di quattordici anni più anziano, Zuigaku Rempô Niwa zenji, che sarà in seguito superiore generale della scuola Sōtō e settantasettesimo abate del monastero Eiheiji. Quattro anni più tardi, Niwa gli trasmise il shiho, riconoscendolo formalmente come uno dei suoi successori. Nishijima proseguì la sua carriera professionale fino al 1979.
Nel corso degli anni 60, Nishijima iniziò a dare regolarmente conferenze pubbliche sul Buddhismo e la meditazione zen. A partire dagli anni 80, diede conferenze in inglese e così si legò ad un certo numero di studenti stranieri, tra cui lo statunitense Brad Warner. Parte dei suoi allievi si raggruppano nel Dogen Sangha. Notiamo pure il docente ed autore francese Eric Rommeluère a cui Nishijima volle trasmettere il shiho nel 2001, in considerazione dei suoi lavori sullo Shôbôgenzô, vedendo in lui un degno successore del suo Dharma.
Andando in pensione, riprese servizio presso una ditta cosmetica in difficoltà, la Ida Ryôgokudô, che, in ringraziamento, gli prestò un fabbricato a Ichikawa, nella periferia di Tokyo, dove poter stabilire un centro residenziale. È da lì che per più anni, e fino alla chiusura del Dojo nel 2005, proseguirà la diffusione del suo insegnamento, che poggia essenzialmente su due aspetti: l'interpretazione dello Shôbôgenzô, e l'equilibrio del sistema nervoso autonomo, indotto dalla pratica di zazen.
Nishijima è l'autore di più libri in giapponese ed inglese. La sua opera magna rimane però la sua traduzione con commenti in 13 volumi, in giapponese moderno, del Kana Shōbōgenzō in 95 fascicoli del maestro Dogen. Basandosi su quest'ultima, e in collaborazione con il suo allievo inglese Mike Cross, ha anche pubblicato in inglese una versione spesso considerata la più esatta e fedele che ci sia di quell'opera. Dal dicembre 2005, sta lavorando ad una traduzione inglese dei Versetti fondamentali della Via di Mezzo, di Nāgārjuna (Mūlamadhyamakakārikā).

## Tre filosofie ed una realtà
A partire dal suo studio dello Shôbôgenzô, Nishijima ha sviluppato una teoria chiamata tre filosofie ed una realtà, che presenta la sua specifica interpretazione delle Quattro Nobili Verità, e spiega anche la struttura dell'opera dogheniana. Secondo Nishijima, Dôgen costruì accuratamente il suo Shôbôgenzô su di una struttura quadripartita, ove ogni problema viene descritto seguendo quattro diverse prospettive. La prima è "idealista", "astratta", "spirituale" e "soggettiva"; Nishijima dice che si tratta dell'interpretazione corretta della Prima Nobile Verità, (generalmente chiamata dukkha). La seconda prospettiva è "concreta", "materialista", "scientifica" e "oggettiva" (generalmente chiamata samudaya). La terza prospettiva viene descritta come integrazione delle due prime, producendo una sintesi "realista" (generalmente chiamata nirodha). La quarta prospettiva è la realtà stessa, cui sostiene Nishijima non può esser contenuta nella filosofia né descritta a parole, ma che Dôgen tenta di suggerire tramite la poesia ed il simbolismo. Nelle scuole ortodosse del Buddhismo, si parla generalmente per la Quarta Nobile Verità di Nobile Ottuplice Sentiero.

## Lo Shôbôgenzô
Nella sua opera, maestro Dôgen tratta dell'ermeneutica del tempo, menziona le "innumerevoli espansioni e contrazioni dell'Universo", la struttura atomica delle cose, ma soprattutto il fatto che
(cioè, tendono a ridursi agli elementi che le compongono e fanno esistere). Una volta finito lo studio, sono di nuovo montagne e fiumi (cioè, le cose non si riducono ad una somma di elementi). (Genjôkôan).

## L'equilibrio del sistema nervoso
Quanto al sistema nervoso autonomo, è la sua curiosità per l'aspetto eminentemente pratico del Buddhismo che lo spinse ad interrogarsi su quell'aspetto delle cose. In breve, quando il sistema nervoso simpatico, condizionando le reazioni di aggressività, ed il sistema nervoso parasimpatico, condizionando le reazioni di fuga e di passività, sono bilanciati, funzioniamo allora in modo ottimale. È quello lo stato che si trova nei musicisti, pittori ed altri artisti, nonché gli sportivi di alto livello, quando sono al loro meglio. È quello lo stato di zazen.

## Pubblicazioni
Inglese:
- How to Practice Zazen (1976), con Joe Langdon
- To Meet the Real Dragon: Seeking the Truth in a World of Chaos (1992), con Jeffrey Bailey
- A Heart to Heart Chat on Buddhism with Old Master Gudo (2004), con James Cohen

Traduzioni in francese:
- Face au vrai dragon (2006), con Jeffrey Bailey, traduzione francese di Michel Proulx.

Traduzioni in italiano:
- Diversi testi disponibili sul sito del Dogen Sangha
- zenmontpellier.site.voila.fr,  https://web.archive.org/web/20080629072935/http://zenmontpellier.site.voila.fr/it/wafu/gudoit.html. URL consultato il 16 febbraio 2007 (archiviato dall'url originale il 29 giugno 2008).